# Мурашов, Виктор Дмитриевич
Виктор Дмитриевич Мурашов (27 марта 1929, село Гадалей Иркутской области – 31 августа, 2005, Москва) — советский хозяйственный, государственный и политический деятель.

## Биография
Родился в 1929 году в селе Гадалей Тулунского района Иркутской области. Окончил Иркутский горно-металлургический институт. Член КПСС.
С 1952 года — на хозяйственной, общественной и политической работе. В 1952—1991 гг. — мастер, технолог, начальник цеха, секретарь парткома, главный инженер, директор комбината «Южуралникель», начальник Главного управления никелевой и кобальтовой промышленности Министерства цветной металлургии СССР.
За разработку и внедрение на комбинате «Южуралникель» новой технологии в производстве никеля и кобальта с применением кислорода, автоклавного и сорбционного процессов удостоен Государственной премии СССР в области техники 1974 года.
За разработку и освоение автоклавно-окислительной технологии переработки пирротиновых концентратов на НГМК имени А. П. Завенягина удостоен Государственной премии СССР в области техники 1987 года.
Избирался депутатом Верховного Совета РСФСР 8-го созыва. 
Умер в 2005 году в Москве.